# 神田川淫乱戦争
『神田川淫乱戦争』（かんだがわいんらんせんそう）は、1983年（昭和58年）製作・公開、黒沢清監督による日本の劇映画である。ピンク映画の枠組みで配給・興行が行なわれたコメディ映画である。

## 略歴・概要
1983年（昭和58年）、黒沢清の27歳のときに製作された作品である。
撮影は福田克彦監督の『三里塚ノート3 土の行進 三里塚14年、青年たちはいま』（1981年）等を手がけた瓜生敏彦、編集は井筒和幸監督の『ガキ帝国』（1981年）を手がけ、のちに周防正行監督の『Shall we ダンス?』（1996年）や塩田明彦監督の『黄泉がえり』（2003年）を手がける菊地純一、美術は現在映画監督の万田邦敏。助監督を現在映画監督の水谷俊之と周防・塩田。製作助手を立教大学セント・ポールズ・プロダクション出身でパロディアス・ユニティのメンバーである勝野宏、浅野秀二、笠原幸一が務めている。浅野は現在VFXプロデューサーであり、のちに塩田監督の『黄泉がえり』、黒沢監督の『回路』を手がけている。
同年、浦山桐郎監督の『暗室』、滝田洋二郎監督の『連続暴姦』に出演した麻生うさぎらのほか、東京タワーズの岸野雄一（本作では岸野萌圓名義）、現在映画監督でノンフィクション作家の森達也（本作では森太津也名義）、おなじく現在映画監督の周防正行らが出演している。本作はオールアフレコで撮影された。
本作のオープニングタイトルは、
神＋
淫乱
という文字列に文字が付け加えられ、
神田川
淫乱戦争
となる仕掛けになっている。
日本では2004年（平成16年）にエースデュースエンタテインメントからDVDが発売されている。

## ストーリー
明子は恋人と刺激のない性行為を繰り返しつつ日を送っている。そんなある日、携帯電話に女友達からかかってきた。
川の向かい側のマンションで、浪人中の少年が母親と愛撫しあっているという。
義憤にかられた2人は、少年を母親から守ろうと、川を越えてマンションに乗り込むが、管理人につまみ出されてしまう。
やがて明子は母親と川のなかで対決し、母親を撃退して、少年を手に入れる。
ビルの屋上で性行為にふける明子と少年だが、意外な最後をむかえることに…。

## スタッフ・作品データ
- 監督・脚本・選曲 : 黒沢清
- 撮影 : 瓜生敏彦
- 挿入歌 : 岸野萌圓・沢木美伊子『河は呼んでいる』
- 美術 : 万田邦敏
- 照明 : 十死行
- 編集 : 菊地純一
- スチール : 鈴木ひろまさ
- 助監督 : 水谷俊之 （チーフ）、周防正行 （セカンド）、塩田明彦 （サード）
- 製作助手 : 勝野宏、浅野秀二、笠原幸一

- 録音 : 銀座サウンド
- 現像 : 東映化学工業
- 協力 : 立教大学セント・ポールズ・プロダクション
- 製作 : ディレクターズ・カンパニー

- フォーマット : フジカラー - ビスタサイズ（2.35:1） - モノラル録音

## キャスト
- 麻生うさぎ - 明子
- 美野真琴 - 雅美
- 岸野萌圓 - 少年
- 沢木美伊子 - 少年の母
- 森太津也 - 良（明子の恋人）
- 周防正行 - マンションの管理人
- 黒沢清 - ナレーター（エンドクレジットを読み上げる声）

## 註
1. ↑  瓜生敏彦、日本映画データベース、2009年10月24日閲覧。
2. ↑  菊地純一、日本映画データベース、2009年10月24日閲覧。
3. ↑  浅野秀二、日本映画データベース、2009年10月24日閲覧。
4. ↑  麻生うさぎ、日本映画データベース、2009年10月24日閲覧。